# フウセンウナギ
フウセンウナギ（風船鰻）は、フウセンウナギ目フウセンウナギ科のSaccopharynx schmidtiの和名。広義にはこの種を含むフウセンウナギ科に属する魚類の総称。フウセンウナギ科はフウセンウナギ属（Saccopharynx）1属のみで11種を含む。学名は ラテン語: Saccus 「袋」＋ ギリシア語: pharynx 「のど」で、袋状に膨らむ"喉"を表したもの。
フウセンウナギ科魚類については1950年代まで標準和名が無く、属名の発音に基づきサッコファリンクスと称されていたが、京都大学の魚類学者松原喜代松により1963年に出版された著書の中で、Saccopharynx schmidtiに対する標準和名としてフウセンウナギの新称が提唱され、帰属する目（Saccopharyngida，現在はSaccopharyngiformes）と科（Saccopharyngidae）、属（Saccopharynx）にもそれぞれフウセンウナギ目、フウセンウナギ科、フウセンウナギ属という標準和名の新称が提唱された。

## 概要
大西洋、インド洋、太平洋の水深2000m前後から4000m付近までに生息し、これまでに11種が知られている。大きな口を持つことで知られる深海魚（漸深層遊泳性）で、全長 60cm - 160cm 程度。色は黒っぽく、口には小さな歯が多く、尾の先端には発光器を持つ。他のフウセンウナギ目の魚と同様、接続骨、鰓蓋骨、鰓条骨、鱗、肋骨、幽門垂、鰾（うきぶくろ）などを持たない。ウナギ目と同様にレプトケファルス幼生（葉形幼生）期を経て成長する。
その特異な形態からかつては硬骨魚類ではないと考えた研究者もいた。2000年代に行われたミトコンドリアDNA解析では、本科および他のフウセンウナギ目魚類はウナギ目の内部に分岐し、特にシギウナギ科・ノコバウナギ科・ウナギ科に近縁であることが示唆されている。

## 分類
- フウセンウナギ科 Saccopharyngidae
  - フウセンウナギ属 Saccopharynx
    - Saccopharynx ampullaceus (Harwood, 1827) (Gulper eel)
    - Saccopharynx berteli Tighe & Nielsen, 2000
    - Saccopharynx flagellum Cuvier, 1829
    - Saccopharynx harrisoni Beebe, 1932
    - Saccopharynx hjorti Bertin, 1938
    - Saccopharynx lavenbergi Nielsen & Bertelsen, 1985
    - Saccopharynx paucovertebratis Nielsen & Bertelsen, 1985
    - Saccopharynx ramosus Nielsen & Bertelsen, 1985
    - Saccopharynx schmidti Bertin, 1934 フウセンウナギ (Whiptail Gulper)
    - Saccopharynx thalassa Nielsen & Bertelsen, 1985
    - Saccopharynx trilobatus Nielsen & Bertelsen, 1985